# Phil Abrams
Phil Abrams (n. 28 de diciembre de 1959 en Los Ángeles, California) es un actor estadounidense. Ha sido invitado estrella en varios programas como Everybody Loves Raymond, The X-Files, Roswell, Friends, The Practice, NCIS: Naval Criminal Investigative Service, NYPD Blue, The Suite Life of Zack & Cody, Eli Stone, Grey's Anatomy, iCarly, The Office y otras series.
Ha aparecido en varias películas como The Island, Nancy Drew y Saving Sarah Cain.
Actualmente tiene un papel como Phil Lessing en Parenthood.
También es un profesor de actuación.